# TJ AKRA České Budějovice
Tělovýchovná jednota AKRA České Budějovice byl českobudějovický fotbalový klub, který byl založen v roce 1949 jako Závodní sokolská jednota Igla České Budějovice. Zanikl roku 2015.
Největším úspěchem klubu byl titul dorosteneckého mistra ČSR a vicemistra ČSSR (1971/72 jako TJ IGLA České Budějovice), v seniorské kategorii se klub účastnil osmi ročníků třetí nejvyšší soutěže (prve 1954, naposled 1966/67).
Svá domácí utkání hrál na hřišti TJ AKRA České Budějovice v ulici U Sirkárny.

## Historické názvy
Zdroj: 
- 1949 – ZSJ Igla České Budějovice (Závodní sokolská jednota Igla České Budějovice)
- 1952 – ZSJ Igla-Vráto České Budějovice (Závodní sokolská jednota Igla-Vráto České Budějovice) – sloučením se Sokolem Vráto
- 1953 – DSO Spartak Igla České Budějovice (Dobrovolná sportovní organisace Spartak Igla České Budějovice)
- 1957 – TJ IGLA České Budějovice (Tělovýchovná jednota IGLA České Budějovice)
- 1993 – TJ AKRA České Budějovice (Tělovýchovná jednota AKRA České Budějovice)
- 2015 – zanikl

## Stručná historie klubu
Oddíl byl založen při strojírenském podniku se specifickou jehlařskou výrobou – IGLA. Nejúspěšnějším obdobím A-mužstva byla 60. léta 20. století, během nichž se v sedmi po sobě jdoucích ročnících účastnilo třetí nejvyšší soutěže (1960–1967).
Největším úspěchem klubu byl dorostenecký titul mistra ČSR a vicemistra ČSSR v sezoně 1971/72, na němž se podíleli hráči Hošna (kapitán mužstva) a Adam (brankáři), dále Prokeš, Vojta, Malkus, Krauskopf, Filištein, Šafránek, Špilauer, Leiterman, Tůma, Bernát, Pellar a Mikoláš, trenér Jan Molkup a vedoucí mužstva Musil. První finálové utkání se hrálo v sobotu 17. června 1972 v Českých Budějovicích na stadionu Dynama před téměř čtyřmi tisíci diváků a skončilo nerozhodně 3:3 (branky Pellar, Tůma, Malkus – Kočíšek (2), Z. Kopčan; sudí Bohumil Kopcio z Karlových Varů), přestože domácí ještě čtvrt hodiny před koncem vedli 3:0. Odveta se hrála v sobotu 24. června téhož roku v Bratislavě a před dvěma tisíci diváky ji řídil rozhodčí Ján Roxer z Rožňavy. O titulu pro dorost bratislavského Slovanu rozhodla branka Mariána Pochaby ze 61. minuty.
Po sestupu A-mužstva z divize v sezoně 1966/67 následovalo 7 sezon v nejvyšší jihočeské soutěži. Divize se IGLA naposled účastnila v sezoně 1974/75, ihned však sestoupila a do roku 1986 hrála Jihočeský krajský přebor. Od ročníku 1986/87 působila po čtrnáct sezon v jihočeské I. A třídě. V letech 2000–2003 hrála naposled v nejvyšší oblastní/krajské soutěži a začal postupný úpadek klubu. V sezoně 2004/05 skončil poslední a sestoupil z I. A třídy, totéž se opakovalo v ročníku 2005/06 v I. B třídě. Výkonnostní útlum pokračoval i ve II. třídě a v sezoně 2008/09 došlo k sestupu do III. třídy. Po sezoně 2014/15 bylo rozhodnuto nepřihlásit oddíl do dalšího ročníku. Od té doby vyvíjí činnost pouze mužstvo nad 35 let – tzv. stará garda.
Odchovanci klubu, kteří si zahráli I. čs. ligu, jsou mj. Vladimír Tábor a Václav Litvan. Působili zde také Viktor Lávička a Moïse Diakité – rodák z malijské metropole Bamaka a první Afričan, který hrál za československé kluby (začínal v Sokole Rožnov a z Igly přestoupil do českobudějovického Dynama).

## Umístění v jednotlivých sezonách
Stručný přehled
Zdroj: 
- 1954: Krajská soutěž – České Budějovice
- 1960–1965: Jihočeský krajský přebor
- 1965–1967: Divize A
- 1967–1969: Jihočeský oblastní přebor
- 1969–1970: Jihočeský župní přebor
- 1970–1974: Jihočeský krajský přebor
- 1974–1975: Divize A
- 1975–1986: Jihočeský krajský přebor
- 1986–1991: I. A třída Jihočeského kraje
- 1991–2000: I. A třída Jihočeské oblasti
- 2000–2002: Jihočeský oblastní přebor
- 2002–2003: Přebor Jihočeského kraje
- 2003–2005: I. A třída Jihočeského kraje – sk. A
- 2005–2006: I. B třída Jihočeského kraje – sk. A
- 2006–2009: II. třída okresu České Budějovice
- 2009–2015: III. třída okresu České Budějovice – sk. B

Jednotlivé ročníky
Zdroj: 
Legenda: Z – zápasy, V – výhry, R – remízy, P – porážky, VG – vstřelené góly, OG – obdržené góly, +/− – rozdíl skóre, B – body, červené podbarvení – sestup, zelené podbarvení – postup, fialové podbarvení – reorganizace, změna skupiny či soutěže
| Československo (1954–1993) |                                            |        |    |    |   |    |    |    |     |    |        |
| Sezóny                     | Liga                                       | Úroveň | Z  | V  | R | P  | VG | OG | +/− | B  | Pozice |
| 1954                       | Krajská soutěž – České Budějovice          | 3      | 22 | 6  | 4 | 12 | 41 | 56 | −15 | 22 | 10.    |
| …                          |                                            |        |    |    |   |    |    |    |     |    |        |
| 1959/60                    | I. A třída Českobudějovického kraje        | 4      | 26 | 11 | 5 | 10 | 46 | 55 | −9  | 27 | 7.     |
| 1960/61                    | Jihočeský krajský přebor                   | 3      | 26 | 10 | 4 | 12 | 49 | 49 | 0   | 24 | 10.    |
| 1961/62                    | Jihočeský krajský přebor                   | 3      | 26 | 12 | 4 | 10 | 47 | 43 | +4  | 28 | 7.     |
| 1962/63                    | Jihočeský krajský přebor                   | 3      | 26 | 12 | 3 | 11 | 64 | 58 | +6  | 27 | 3.     |
| 1963/64                    | Jihočeský krajský přebor                   | 3      | 26 | 8  | 7 | 11 | 39 | 56 | −17 | 23 | 12.    |
| 1964/65                    | Jihočeský krajský přebor                   | 3      | 26 | 13 | 5 | 8  | 51 | 33 | +18 | 31 | 4.     |
| 1965/66                    | Divize A                                   | 3      | 26 | 9  | 1 | 16 | 40 | 62 | −22 | 19 | 13.    |
| 1966/67                    | Divize A                                   | 3      | 26 | 3  | 3 | 20 | 18 | 74 | −56 | 9  | 14.    |
| 1967/68                    | Jihočeský oblastní přebor                  | 4      | 26 | 11 | 5 | 10 | 40 | 39 | +1  | 27 | 6.     |
| 1968/69                    | Jihočeský oblastní přebor                  | 4      | 26 | 9  | 7 | 10 | 28 | 39 | −11 | 25 | 8.     |
| 1969/70                    | Jihočeský župní přebor                     | 5      | 26 | 8  | 7 | 11 | 33 | 34 | −1  | 23 | 10.    |
| 1970/71                    | Jihočeský krajský přebor                   | 5      | 26 | 15 | 5 | 6  | 41 | 23 | +18 | 35 | 3.     |
| 1971/72                    | Jihočeský krajský přebor                   | 5      | 26 | 14 | 6 | 6  | 50 | 24 | +26 | 34 | 3.     |
| 1972/73                    | Jihočeský krajský přebor                   | 5      | 26 | 13 | 4 | 9  | 48 | 26 | +22 | 30 | 3.     |
| 1973/74                    | Jihočeský krajský přebor                   | 5      | 26 | 14 | 9 | 3  | 43 | 22 | +21 | 37 | 1.     |
| 1974/75                    | Divize A                                   | 4      | 26 | 6  | 7 | 13 | 27 | 41 | −14 | 19 | 14.    |
| 1975/76                    | Jihočeský krajský přebor                   | 5      | 26 | 14 | 5 | 7  | 45 | 26 | +19 | 33 | 3.     |
| 1976/77                    | Jihočeský krajský přebor                   | 5      | 26 | 9  | 9 | 8  | 39 | 36 | +3  | 27 | 7.     |
| 1977/78                    | Jihočeský krajský přebor                   | 4      | 26 | 10 | 3 | 13 | 36 | 54 | −18 | 23 | 10.    |
| 1978/79                    | Jihočeský krajský přebor                   | 4      | 26 | 9  | 6 | 11 | 35 | 38 | −3  | 24 | 7.     |
| …                          |                                            |        |    |    |   |    |    |    |     |    |        |
| 1992/93                    | I. A třída Jihočeské oblasti – sk. A       | 6      | 26 | 15 | 6 | 5  | 46 | 22 | +24 | 36 | 2.     |
| Česko (1993–2015)          |                                            |        |    |    |   |    |    |    |     |    |        |
| Sezóny                     | Liga                                       | Úroveň | Z  | V  | R | P  | VG | OG | +/− | B  | Pozice |
| 1993/94                    | I. A třída Jihočeské oblasti – sk. A       | 6      | 26 | 8  | 9 | 9  | 38 | 37 | +1  | 25 | 7.     |
| 1994/95                    | I. A třída Jihočeské oblasti – sk. A       | 6      | 26 | 12 | 4 | 10 | 35 | 31 | +4  | 40 | 4.     |
| 1995/96                    | I. A třída Jihočeské oblasti – sk. B       | 6      | 26 | 8  | 8 | 10 | 40 | 40 | 0   | 32 | 11.    |
| 1996/97                    | I. A třída Jihočeské oblasti – sk. A       | 6      | 26 | 14 | 7 | 5  | 44 | 32 | +12 | 49 | 2.     |
| 1997/98                    | I. A třída Jihočeské oblasti – sk. A       | 6      | 25 | 6  | 8 | 11 | 33 | 41 | −8  | 26 | 13.    |
| 1998/99                    | I. A třída Jihočeské oblasti – sk. B       | 6      | 26 | 12 | 6 | 8  | 32 | 29 | +3  | 42 | 5.     |
| 1999/00                    | I. A třída Jihočeské oblasti               | 6      | 26 | …  | … | …  | …  | …  | …   |    | 1.     |
| 2000/01                    | Jihočeský oblastní přebor                  | 5      | 30 | 16 | 8 | 6  | 43 | 27 | +16 | 56 | 3.     |
| 2001/02                    | Jihočeský oblastní přebor                  | 5      | 30 | 11 | 5 | 14 | 33 | 36 | −3  | 38 | 12.    |
| 2002/03                    | Přebor Jihočeského kraje                   | 5      | 30 | 5  | 5 | 20 | 27 | 66 | −39 | 20 | 16.    |
| 2003/04                    | I. A třída Jihočeského kraje – sk. A       | 6      | 26 | …  | … | …  | …  | …  | …   |    | 11.    |
| 2004/05                    | I. A třída Jihočeského kraje – sk. A       | 6      | 26 | 4  | 3 | 19 | 19 | 70 | −51 | 15 | 14.    |
| 2005/06                    | I. B třída Jihočeského kraje – sk. A       | 7      | 26 | 7  | 4 | 15 | 33 | 44 | −11 | 15 | 14.    |
| 2006/07                    | II. třída okresu České Budějovice          | 8      | 26 | 12 | 3 | 11 | 48 | 48 | 0   | 39 | 5.     |
| 2007/08                    | II. třída okresu České Budějovice          | 8      | 26 | 7  | 4 | 15 | 28 | 53 | −27 | 25 | 12.    |
| 2008/09                    | II. třída okresu České Budějovice          | 8      | 26 | 7  | 7 | 12 | 36 | 50 | −14 | 28 | 14.    |
| 2009/10                    | III. třída okresu České Budějovice – sk. B | 9      | 26 | 16 | 1 | 9  | 59 | 40 | +19 | 49 | 4.     |
| 2010/11                    | III. třída okresu České Budějovice – sk. B | 9      | 22 | 15 | 4 | 3  | 47 | 27 | +20 | 49 | 2.     |
| 2011/12                    | III. třída okresu České Budějovice – sk. B | 9      | 22 | 15 | 3 | 4  | 58 | 25 | +33 | 48 | 2.     |
| 2012/13                    | III. třída okresu České Budějovice – sk. B | 9      | 22 | 10 | 5 | 7  | 45 | 32 | +13 | 35 | 4.     |
| 2013/14                    | III. třída okresu České Budějovice – sk. B | 9      | 22 | 10 | 1 | 11 | 51 | 46 | +5  | 31 | 5.     |
| 2014/15                    | III. třída okresu České Budějovice – sk. B | 9      | 22 | 6  | 1 | 15 | 31 | 71 | −40 | 19 | 10.    |

Poznámky:
- 1997/98: Chybí výsledek jednoho zápasu.[31]

## TJ AKRA České Budějovice „B“
TJ AKRA České Budějovice „B“ byl rezervním týmem klubu, který se pohyboval v okresních soutěžích. Zanikl v souvislosti s pádem A-mužstva do okresních soutěží.

### Umístění v jednotlivých sezonách
Stručný přehled
Zdroj: 
- 1992–1993: II. třída okresu České Budějovice
- 2000–2005: II. třída okresu České Budějovice
- 2005–2006: III. třída okresu České Budějovice

Jednotlivé ročníky
Zdroj: 
Legenda: Z – zápasy, V – výhry, R – remízy, P – porážky, VG – vstřelené góly, OG – obdržené góly, +/− – rozdíl skóre, B – body, červené podbarvení – sestup, zelené podbarvení – postup, fialové podbarvení – reorganizace, změna skupiny či soutěže
| Československo (1992–1993) |                                    |        |    |   |   |    |    |    |     |    |        |
| Sezóny                     | Liga                               | Úroveň | Z  | V | R | P  | VG | OG | +/− | B  | Pozice |
| 1992/93                    | II. třída okresu České Budějovice  | 8      | 26 | 7 | 9 | 10 | 37 | 42 | −5  | 23 | 9.     |
| Česko (1993–2006)          |                                    |        |    |   |   |    |    |    |     |    |        |
| Sezóny                     | Liga                               | Úroveň | Z  | V | R | P  | VG | OG | +/− | B  | Pozice |
| …                          |                                    |        |    |   |   |    |    |    |     |    |        |
| 2000/01                    | II. třída okresu České Budějovice  | 8      | 26 | … | … | …  | …  | …  | …   |    | 4.     |
| 2001/02                    | II. třída okresu České Budějovice  | 8      | 26 | … | … | …  | …  | …  | …   |    | 3.     |
| 2002/03                    | II. třída okresu České Budějovice  | 8      | 26 | … | … | …  | …  | …  | …   |    | 2.     |
| 2003/04                    | II. třída okresu České Budějovice  | 8      | 26 | 7 | 8 | 11 | 35 | 42 | −7  | 29 | 12.    |
| 2004/05                    | II. třída okresu České Budějovice  | 8      | 26 | 3 | 7 | 16 | 29 | 66 | −37 | 16 | 14.    |
| 2005/06                    | III. třída okresu České Budějovice | 9      | 26 | 5 | 7 | 14 | 36 | 65 | −29 | 22 | 14.    |